# Brasa (przystanek kolejowy)
Brasa (ros. Браса) – przystanek kolejowy i posterunek odgałęźny w miejscowości Ryga, na Łotwie.